# Château de Sours
Pour un article plus général, voir Sours.
Le « château de Sours », ou « château de la Vallé » selon la carte de Cassini, ou « château de l'Aval » est entouré d'un domaine de 17 hectares boisés et irrigués situé sur le territoire de la commune de Sours, en Eure-et-Loir.
La construction du bâtiment actuel et l’aménagement du parc datent de 1653. Le château est inscrit depuis 1987 au titre de monument historique et figure à l'inventaire de la Conservation régionale des Monuments historiques.
Il a probablement été le lieu des décisions du traité de Brétigny et fut bâti comme un grand domaine de chasse et de pêche pour les chevaliers et seigneurs de Montigny. Sa partie privée est toujours utilisée comme telle.
Son important parc, divisé en deux parties, publique et privée, est le lieu de vie d'une faune sédentaire et occasionnelle intéressante, souvent prisée des chasseurs et des pêcheurs.
Le domaine inclut une ferme, toujours en activité, exploitée par une entreprise d'agriculture céréalière.

## Histoire du domaine

### Héraldique et toponymie
Le nom de Laval pourrait provenir du fait qu'il ait appartenu à la puissante famille de Laval. En effet, à la fin du XVe la fin du siècle, la maison de Laval a acquis un statut quasi princier, et la famille possède de vastes domaines dans le nord-ouest de la France. Mais le fait que les informations sur la famille de Laval sont extrêmement dispersées et que les archives de la maison de Laval ont disparu ne permettent pas de le certifier. Cependant, on sait qu'à l'époque de l'apogée des Laval, un premier château était déjà construit à l'emplacement même de celui encore debout aujourd'hui puisque ses fondations reposent sur des voûtes du XIIIe siècle.

### Moyen Âge
On connaît peu de choses sur l'histoire du château à cette époque : un ancien château (dont l'actuel est construit sur ses ruines) existait bien à cette époque. Les voutes trapues de l'édifice datent du XIIIe siècle, c'est la trace la plus ancienne du château trouvée à ce jour.
Dans le Guide de la France templière, Alain Lameyre rapporte qu'on prétend qu'au Moyen Âge, des Templiers appartenant à l'ordre du Temple, vivant à la commanderie de Sours, avaient construit plusieurs gigantesques souterrains reliant le château à leur commanderie ou encore à la cathédrale de Chartres.
En 1360, compte tenu de sa proximité avec le hameau de Brétigny, il a pu accueillir les plénipotentiaires du roi Édouard III d'Angleterre et ceux de Charles, fils du roi Jean II de France, qui se sont rencontrés sur la commune de Sours dans un « château près du hameau de Brétigny » où ils ont ensemble fixé les modalités du célèbre Traité de Brétigny. Quelque temps après ce traité, le château aurait servi de grange. Au même moment, les agriculteurs des terres de la plaine où se situe le château (de Sours à Nogent-le-Phaye), et où avaient campé les troupes anglaises, se virent ajournés de la dîme en mémoire du traité. Ils conserveront ce privilège jusqu'à la révolution de 1789.
Certains déduisent par sa toponymie  qu'il est possédé au XVe siècle par la Famille de Laval.
De sa proximité avec le hameau de Brétigny aussi, on peut en déduire qu'il était rattaché  à la baronnie d'Auneau, puisque le secteur était sous le fief vassal de cette dernière, dirigée depuis le château de Baronville entre autres par les familles de Montescot ou encore de Lattaignant.

### Renaissance
Dans la seconde moitié du XVIIe siècle, l'endroit est une seigneurie qui appartient d'abord à Philippe de Montigny : gouverneur pour sa majesté, des villes, château et citadelle de Dieppe. Il fut aussi seigneur de Montigny, Long, Longpré, Sours, Ponessant, Le verger et autres lieux. Il épouse  Anne De Dangueulles. À sa mort en 1689, son fils Guillaume de Montigny, chevalier et vicomte de Dreux hérite du château.
En 1653, Philippe fait du site son domaine de chasse et de pêche. L'étang et le parc  semblent avoir été créés pour cette utilité. Il construit le château actuel sur les voûtes de l'ancien sous la forme d'un corps de logis dessiné sur le modèle d'une de ses propriétés, le château de Montigny, situé à Perreux dans l'Yonne, que le seigneur a construit dix ans auparavant.
La ferme du château est construite à quelques dizaines de mètres à l'est côté cour, probablement à la même époque sinon au XVIIIe.
À la fin du XVIIIe siècle, à l'époque de la Révolution française, le château est habité par des propriétaires probablement notables et influents qui aménagent et meublent le salon de façon coûteuse et remarquable. Encore utilisé comme domaine de chasse, il occupa plus une fonction de ferme à cette période. Les boiseries du salon et de la salle à manger ont probablement été réalisées par un talentueux maître-menuisier de l'époque et peut-être aussi de la région. Malheureusement, aucun renseignement n'a été publié quant à l'éventuelle présence d'une ou plusieurs estampilles sur les pièces.

### À partir duXXesiècle
De 1918 à 1938, sont éditées des cartes postales du château. Ce qui laisse penser qu'alors il se visite et qu'il est une attraction touristique.
En 1958, le domaine appartient au Marquis de Rozières, descendant du militaire et encyclopédiste Louis François Carlet de La Rozière. À cette époque, le site est déjà surnommé « parc du château de Sours ».
Depuis le 15 juin 1987, certains de ces éléments sont protégés et inscrits au titre de Monuments historiques :
- Les façades ;
- Les toitures ;
- Les boiseries du salon et de la salle à manger.

À la fin des années 1990, les propriétaires de la partie privée du parc, du château et de la ferme, agriculteurs céréaliers, vendent le château et son parc à un particulier qui y élève des moutons.
La ferme appartient toujours aux agriculteurs et est toujours en activité.
Du côté public du parc, qui appartient à la commune de Sours, une partie au sud du parc a été rasée au début des années 1990 afin d'y construire le second stade de football de la ville, dit le Stabilisé. L'entretien du parc est confié aux services paysagers de la mairie de Sours.

## Le château (corps de logis)

### Architecture
En ce qui concerne le château lui-même, il s'agit d'un corps de logis de trois bâtiments mitoyens, reliés en forme de « L ». Le bâtiment principal est établi sur trois niveaux et un sous-sol. Son second étage est mansardé, car il est directement situé sous le toit, recouvert d'Ardoise. Chaque côté de sa largeur dispose d'une grande cheminée. L'entrée, une porte-fenêtre, surplombe la cour intérieure depuis un double escalier.
Le second bâtiment, perpendiculairement mitoyen du principal à l'est, est légèrement moins épais que ce dernier mais il est quasiment de la même hauteur. Son second étage, bien qu'équipé de hublots sur le toit, n'abrite qu'un grenier.
Le troisième logis, est une maison de maître mitoyenne au second bâtiment et poursuit parallèlement ce dernier vers l'est. Elle ne comporte qu'un rez-de-chaussée, un sous-sol et un étage mansardé par le toit. À son angle nord-est, est construite une tourelle cylindrique coiffé d'un toit pointu attenant à la maison.
Le corps complet couvre les côtés ouest et nord de la cour intérieure carrée.

### Personnalités liées au château
- Marquis de Rozières (descendant du militaire et encyclopédiste Louis François Carlet de La Rozière)
- Édouard III d'Angleterre
- Charles V de France
- Le seigneur Philippe de Montigny: gouverneur pour sa majesté, des ville, château et citadelle de Dieppe.
- Son fils, Guillaume de Montigny, chevalier et vicomte de Dreux.

## La ferme du château
Le domaine comprend une ferme, toujours en activité et exploitée par une entreprise d'agriculture céréalière.

## Le parc

### Situation  du parc
Le parc est situé dans la « Vallée de la Roguenette » et est traversé par cette dernière.
Il y a trois entrées publiques : l'allée du canal, par le square dédié à Dienheim, la ville jumelle, l'allée du parc (dont la porte est ancienne) et la rue Théophile-Bourgeois.
La Roguenette a deux petits affluents qui sont en fait des ruisseaux d'irrigation pour l'agriculture céréalière : le Ru de Générville et le Ru de Chandres.
Un long système d'irrigation fait de barrages et du lit aménagé de la rivière La Roguenette, affluent de l'Eure, alimente d'abord une grande retenue d'eau rectangulaire devant le château souvent appelée le canal, puis des rivières artificielles serpentant dans la partie privée du parc qui, compte tenu de sa disposition, pourrait avoir accueilli un grand jardin potager.
Les allées du château sont disposées en « étoile », une petite clairière circulaire au centre du parc est le point central où se rejoignent huit allées.
Le château est entouré de murs et d'étroites douves, ainsi que d'une grande ferme avec plusieurs dépendances.

### Patrimoine naturel

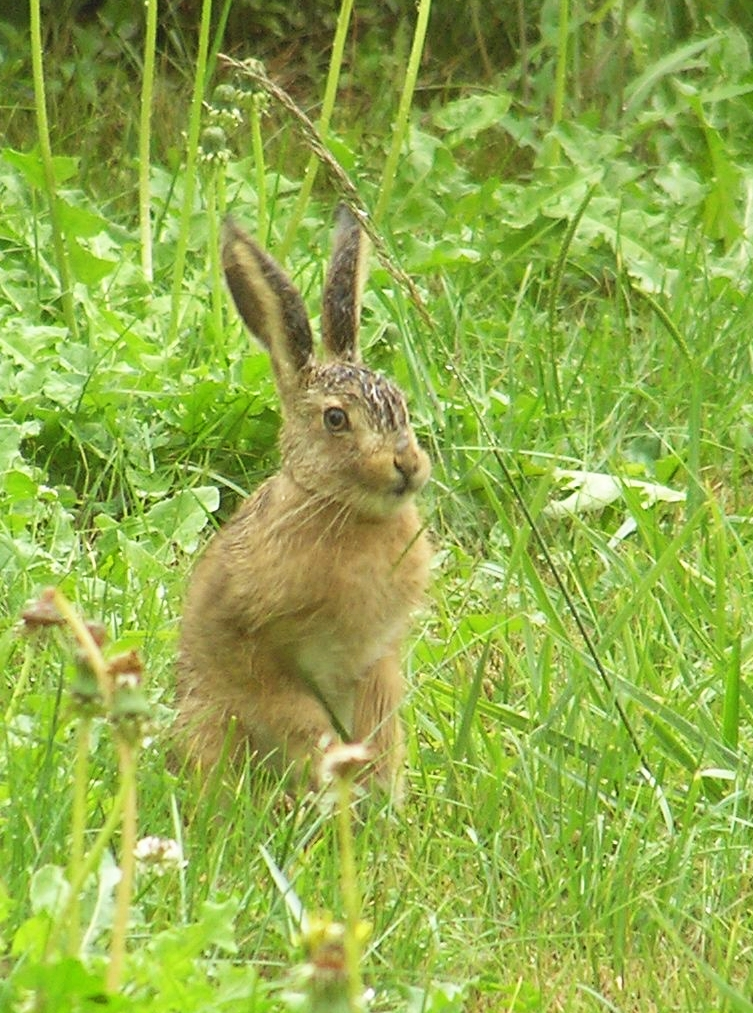
Un lièvre en période estivale

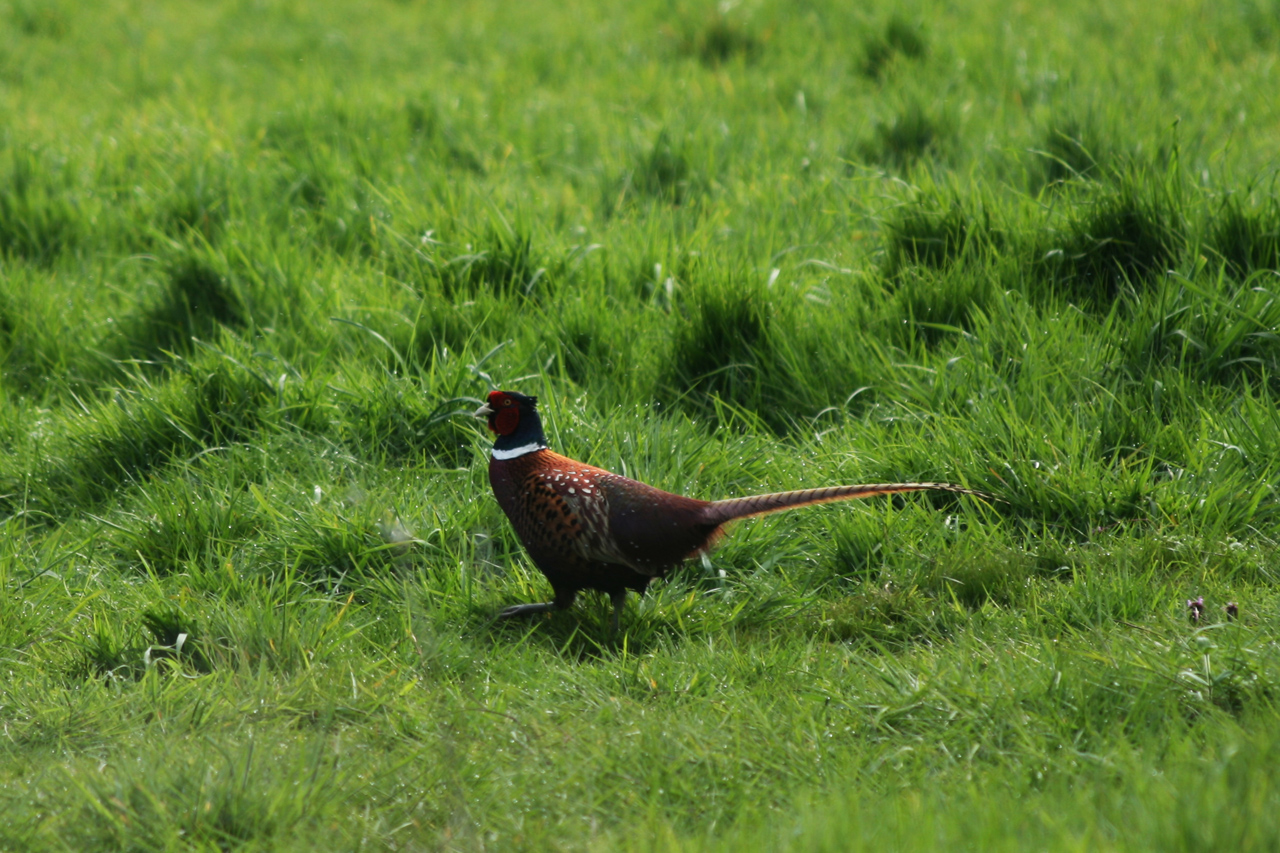
Un beau faisan, apprécié des amateurs de chasse photographique

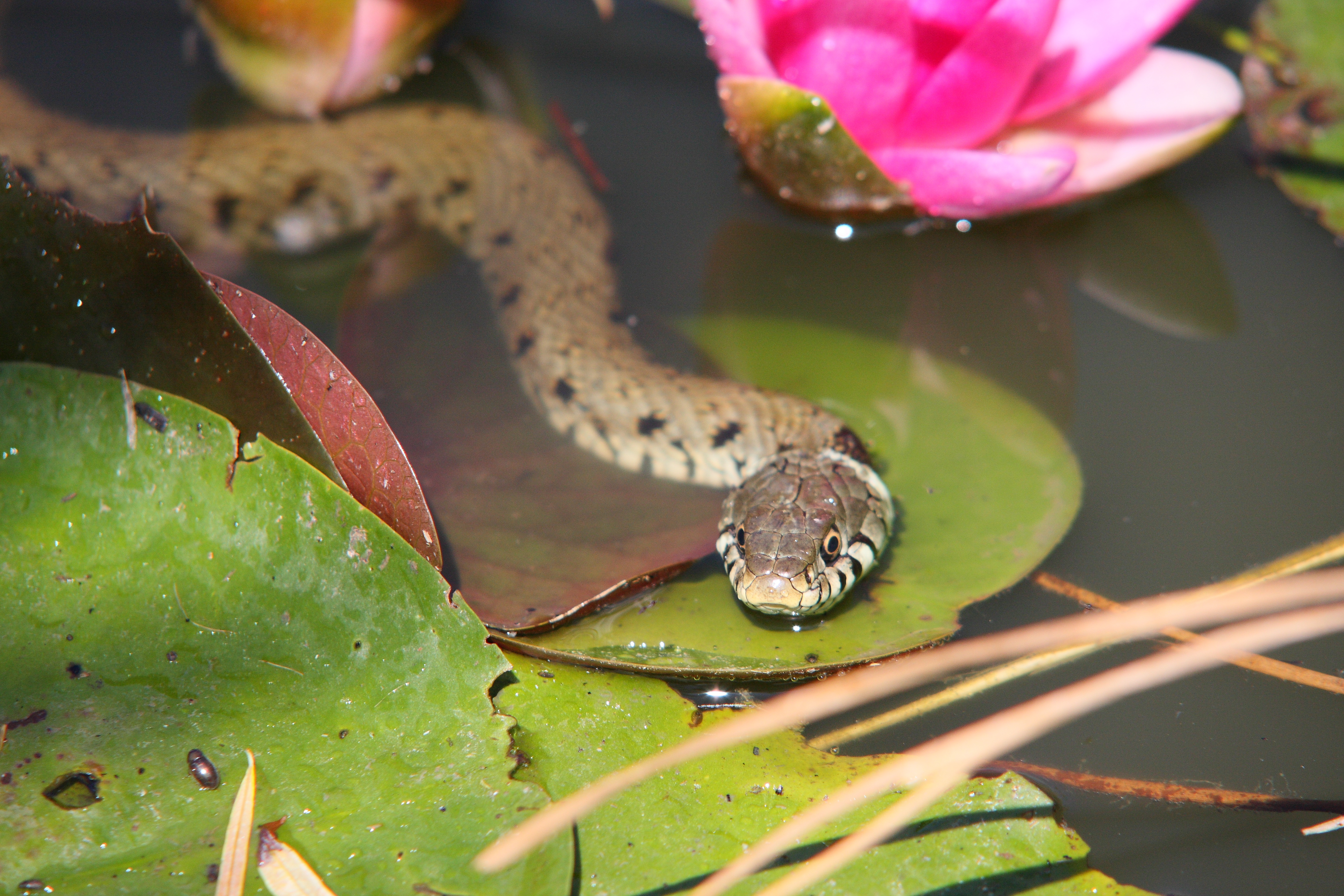
Jeune couleuvre Natrix natrix

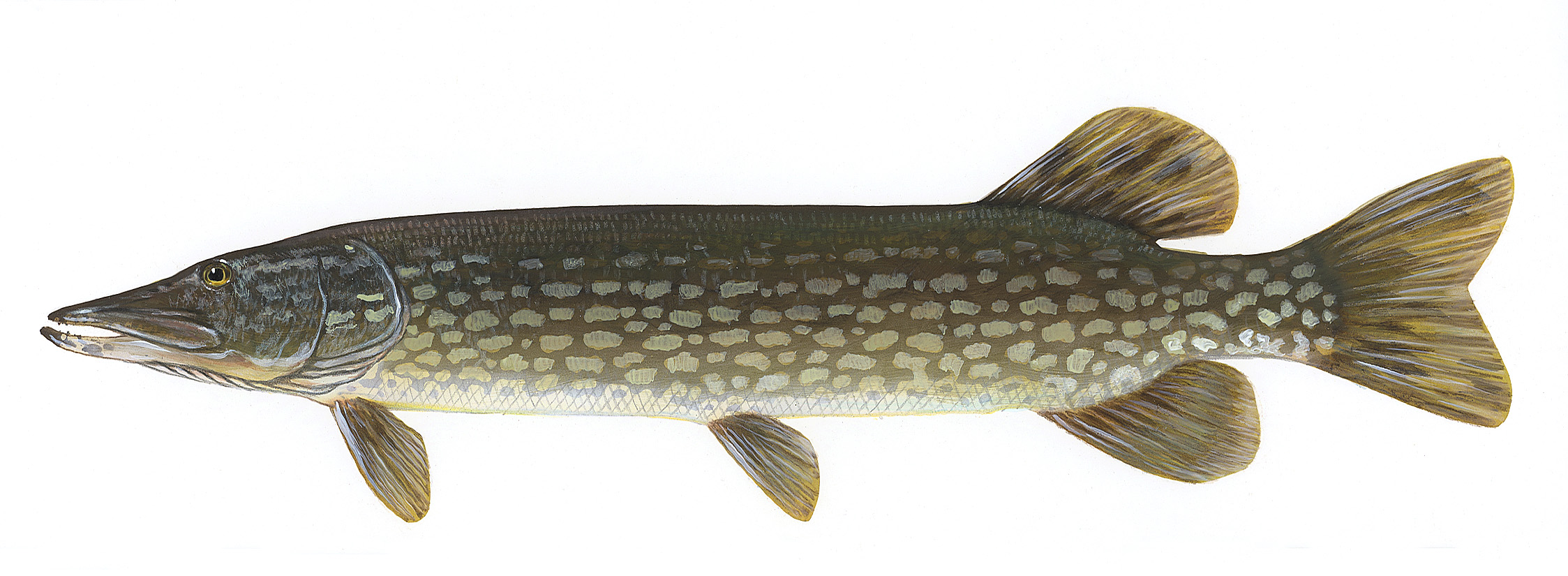
Le fameux "Brochet", autrefois très convoité dans le "canal" du parc du château

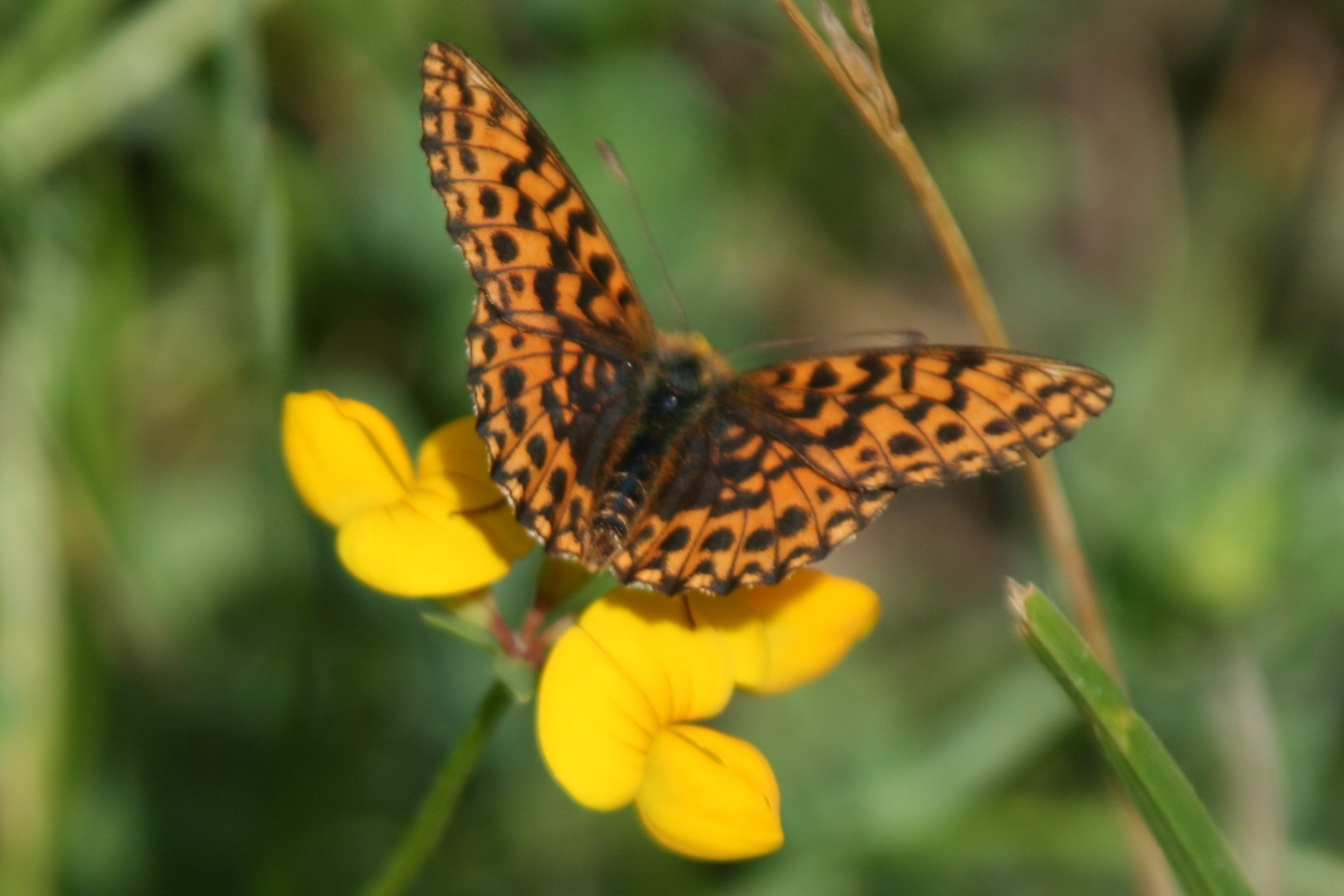
Une Petite Violette sur une fleur

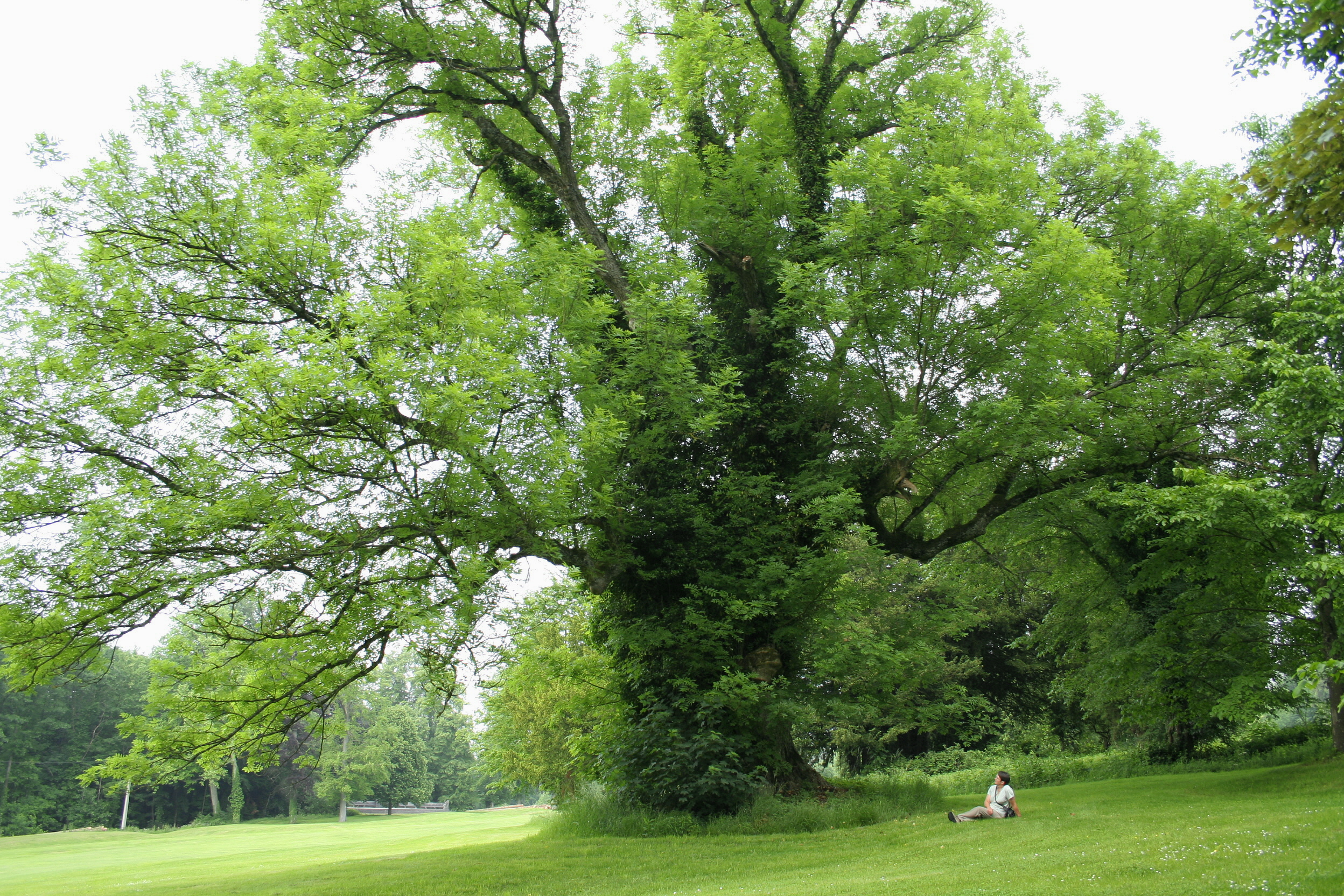
Le Frêne élevé, certains spécimens du parc sont plusieurs fois centenaires

Dans les années 1990 et au début des années 2000, l'association Loi 1901 « Parc et Nature » harmonise et aide à l'entretien du parc.
À la fois parc public à l'est et parc privé à l'ouest, l'aménagement est différent de chaque côté. Côté public, les arbres ont été parfois replantés, certains éliminés et les plus anciens sérieusement entretenus. Les allées sont dégagées, les pelouses tondues régulièrement, la végétation élaguée et traitée. Côté privé, la partie découverte constituée d'une pelouse est broutée par les moutons. Tout le reste du parc est laissé depuis plusieurs décennies à l'état purement sauvage, sans aucune intervention humaine.
Le parc se situe dans la « vallée de la Roguenette ». Cette dernière est un petit affluent de l'Eure qui serpente le parc. C'est son eau qui se jette dans l'étang surnommé le « Canal ».

#### Faune
Compte-tenu de la présence d'un long étang, de rivières, d'allées bien dégagées formées d'arbres souvent élagués, et dans la partie privée du parc, de végétations diverses (grands arbres, buissons, orties, mûriers sauvages, "mauvaises herbes"...) poussant sauvagement et laissées à la libre décision de la nature, une faune sédentaire peuple cet espace semi-naturel. Une bonne partie de celle-ci est prisée des chasseurs. On peut y croiser régulièrement :
- Le ragondin ;
- La couleuvre à collier ;
- Le muscardin ;
- Le lièvre d'Europe ;
- Le lapin de Garenne ;
- Le canard colvert ;
- Le vison d'Amérique ;
- L'écureuil roux.

À part les moutons qui appartiennent au propriétaire du château, ainsi que les chevaux de la ferme, on note aussi une faune de passage, plutôt occasionnelle et discrète. On pourra apercevoir :
- Le cerf ;
- La biche ;
- Le sanglier ;
- Le faisan ;
- Le chevreuil ;
- Le renard roux ;
- Le blaireau européen ;
- Le cygne tuberculé.

L'étang surnommé le « Canal » a été autrefois un lieu de pêche privilégié. De nos jours, certaines des espèces convoitées dans l'étang font encore parfois leur apparition ou reviennent dans l'étang par le biais d'un « lâcher artificiel ». On y a déjà pêché :
- La bouvière
- Le brochet
- La lamproie de Planer
- La loche de rivière
- L'ombre commun
- La vandoise
- La truite fario étant l'espèce dominante.
- La carpe

Bien entendu, on trouve un grand nombre d'insectes, dont beaucoup de papillons :
- La chenilles de plusieurs papillons
- le bombyx de la ronce
- le minime à bande jaune
- la petite violette
- le nacré de la ronce
- le nacré de la sanguisorbe
- l'hespérie du faux-buis
- l'hespérie des sanguisorbes

#### Flore
Parmi les espèces végétales, on trouve :
- La petite pervenche
- Le frêne élevé (certains spécimens du parc sont plusieurs fois centenaires).
- Le troène commun
- Le sapin pectiné
- Le sapin de Vancouver
- L'érable champêtre (en quantité nombreuse)
- L'achillée millefeuille
- L'achillée sternutatoire
- Le calament des champs
- La ronce commune (ou « mûrier sauvage », dont les fruits ne sont pas des mûres mais des « murons »).

### Structure paysagère
Les allées du parc sont disposées en « étoile », une petite clairière circulaire au centre du parc est le point central où se rejoignent huit allées partant de chaque côté du parc, sur le dessin d'une étoile. La clairière centrale est surnommée la « Lune ».

## Événements
Dans les années 1980, la fête du 14 juillet était célébrée dans le parc public, sur la clairière surplombant le grand étang. On pouvait y voir une représentation théâtrale de la décapitation de Louis XVI lors de la Révolution française. On donnait un feu d'artifice au-dessus de l'étang puis une soirée dansante.
Dans les années 1990, après la vente du château par les agriculteurs de la ferme, le propriétaire accueillit des « vide-grenier » sur la pelouse devant le château.
Actuellement[Quand ?], on peut le visiter du 25 juin au 24 septembre[réf. nécessaire].

### Sources et bibliographie
: document utilisé comme source pour la rédaction de cet article.
- Ernest de Buchère de Lépinois, Histoire de Chartres, vol. 1, Chartres, Garnier éditeur, 1854 (lire en ligne).
- Laurent Dailliez, Guide de la France templière, Paris, Table d'Emeraude, janvier 1990, 190 p. (ISBN 978-2-903965-23-5).